# Asplenium alternifolium
Asplenium alternifolium är en svartbräkenväxtart. Asplenium alternifolium ingår i släktet Asplenium och familjen Aspleniaceae.

## Underarter
Arten delas in i följande underarter:
- A. a. alternifolium
- A. a. heufleri